# Actinote roqueensis
Actinote roqueensis är en fjärilsart som beskrevs av Felix Bryk 1953. Actinote roqueensis ingår i släktet Actinote och familjen praktfjärilar. Inga underarter finns listade i Catalogue of Life.